# Lista de Estados com reconhecimento limitado
Esta lista de países com reconhecimento limitado dá uma visão geral das entidades geopolíticas contemporâneas que desejam ser reconhecidas como Estados soberanos sob a Convenção de Montevidéu, os quais não desfrutam reconhecimento diplomático no mundo todo. Estes, em sua maioria, caem em duas categorias. Primeiramente, estão as entidades com controle completo ou parcial sobre o território reivindicado os quais são de facto autogovernados e que declararam possuir um desejo por total independência. Em segundo lugar, estão as entidades que não possuem completo controle sobre o território reivindicado, mas foram reconhecidas como tendo uma reivindicação de jure àquele território por pelo menos uma nação reconhecida. Alguns países nesta lista, como Chipre e Israel, são reconhecidos pela grande maioria das nações e são membros das Nações Unidas, mas aparecerem aqui porque um pequeno número de nações não os reconheceu.
Há organizações que reúnem alguns desses Estados não reconhecidos e outros movimentos reivindicatórios, a exemplo da Comunidade para a Democracia e os Direitos das Nações, formada por três deles: Abecásia, Ossétia do Sul e Transnístria, criada pelos três primeiros em 14 de junho de 2006. Também existe a Organização das Nações e Povos Não Representados, criada em 11 de fevereiro de 2001 por nações sem Estado, portanto sem representação (direta) na ONU, a cuja estrutura muito se assemelha.
Esta lista não considera os países históricos não reconhecidos, as micronações e os governos no exílio — não reconhecidos e sem controle sobre o território reivindicado. Daí, por isso, na listagem não são encontrados: República da Chechênia, República de Monte Atos, Principado de Seborga, República de Cabinda, Reino de Tavolara, Puntlândia, Tamil Eelam, República da Ambazônia, Tibete/Administração Central Tibetana, Gagaúzia.
Embora façam parte dos 193 Estados-membros da Organização das Nações Unidas (ONU), alguns deles são listados, mas gozam de "reconhecimento majoritário". A Santa Sé (Vaticano) é geralmente reconhecida como soberana na lei internacional, mas não é um membro completo das Nações Unidas, apenas é observadora, tal como o Estado da Palestina.

## Entidades geopolíticas atuais por nível de reconhecimento

### Reconhecido somente por não integrantes da ONU
| Nome                                                            | Estatuto | Reivindicações                                                              | Informações adicionais              | Referências |
| --------------------------------------------------------------- | --- | --------------------------------------------------------------------------- | ----------------------------------- | ----------- |
| República Moldava Peridniestriana (Transnístria/Transdniéstria) | A Transnístria declarou a sua independência em 1990. É atualmente reconhecida por dois Estados não integrantes da ONU: Abecásia e Ossétia do Sul. | A Moldávia reivindica a Transnístria como parte do seu território soberano. | Relações exteriores da Transnístria | [ 6 ]       |
| República da Somalilândia                                       | O Reino Unido concedeu independência à Somalilândia em 1960 após a descolonização da Somalilândia Britânica, tendo esta se fundido com a Somalilândia Italiana, dias depois, formando a Somália. Declarou a sua independência e retirou-se da Somália em 1991. É atualmente reconhecida pela República da China. | A Somália reivindica a Somalilândia como parte do seu território soberano.  | Relações exteriores da Somalilândia | [ 8 ]       |

### Reconhecimento por pelo menos um membro da ONU
| Nome                                                         | Estatuto | Reivindicações | Informações adicionais                                                                                               | Referências                                      |
| ------------------------------------------------------------ | --- | --- | --- | ------------------------------------------------ |
| República da Abecásia                                        | A Abecásia declarou a sua independência em 1999. É atualmente reconhecida por cinco Estados-membros da ONU (Rússia, Nicarágua, Venezuela, Síria e Nauru), e dois Estados não integrantes da ONU (Ossétia do Sul e Transnístria). | A Geórgia reivindica a Abecásia como parte do seu território soberano. | Relações exteriores da Abecásia, Reconhecimento internacional da independência da Abecásia e da Ossétia do Sul       | [ 19 ] [ 20 ] [ 21 ] [ 22 ] [ 23 ]               |
| República da China                                           | A República da China (RdC, normalmente conhecida como Taiwan), criada constitucionalmente em 1912, é reconhecida como o governo oficial da China por 12 Estados-membros da ONU e pela Santa Sé. Todos os outros Estados-membros da ONU não reconhecem oficialmente a RdC como Estado; alguns consideram o território por si controlado como parte de jure da República Popular da China (RPC) enquanto outros têm usado uma linguagem diplomática cautelosa evitando tomar uma posição quanto à eventual pertença do território da RdC à RPC. . Ao longo dos anos, a RdC tem adotado posições diferentes quanto ao reconhecimento simultâneo da RdC e da RPC por outros países. | A República Popular da China afirma que a República da China já não existe e reivindica todo o território sob jurisdição da RdC como parte do seu território soberano, ao mesmo tempo, a RdC reivindica todo o território sob jurisdição da RPC como parte de seu território soberano. A RdC governou as áreas da RPC, excetuando-se o Tibete, a atual ilha onde se situa atualmente e a Manchúria (invadida e tornada um fantoche japonês em 1931). Foi o governo que combateu a invasão japonesa entre 1937 e 1945, durante a Segunda Guerra Sino-Japonesa, sob o comando do Generalíssimo Chiang Kai-shek. | Estatuto de Taiwan, Relações exteriores da República da China                                                        | [ 26 ]                                           |
| República Turca de Chipre do Norte (RTCN)                    | Chipre do Norte declarou a sua independência em 1983. É atualmente reconhecido por um Estado-membro da ONU, a Turquia. A Organização da Conferência Islâmica dá estatuto de observador a Chipre do Norte sob o nome de "Estado Cipriota Turco". A Resolução 541 do Conselho de Segurança das Nações Unidas define a declaração de independência de Chipre do Norte como legalmente inválida. | Chipre reivindica Chipre do Norte como parte do seu território soberano. | Relações exteriores da República Turca de Chipre do Norte                                                            | [ 28 ]                                           |
| República do Kosovo                                          | O Kosovo declarou a sua independência em 2008. É atualmente reconhecido por 102 Estados-membros da ONU e duas entidades não integrantes da organização, a República da China (Taiwan), apesar de o próprio não a reconhecer, e a Ordem Soberana e Militar de Malta. As Nações Unidas, como estipulado na Resolução 1244 do Conselho de Segurança, administram o território desde 1999 através da Missão de Administração Interina das Nações Unidas no Kosovo, com a cooperação da União Europeia desde 2008. É membro do Fundo Monetário Internacional e do Banco Mundial. | A Sérvia reivindica o Kosovo como parte do seu território soberano. | Relações exteriores do Kosovo, Reação internacional à declaração de independência do Kosovo de 2008                  | [ 29 ] [ 30 ]                                    |
| Ossétia do Sul                                               | A Ossétia do Sul declarou a sua independência em 1991. É atualmente reconhecida por cinco Estados-membros da ONU (Rússia, Nicarágua, Venezuela, Síria e Nauru) e três Estados não integrantes da organização (Abecásia, Transnístria e RASD). | A Geórgia reivindica a Ossétia do Sul como parte do seu território soberano | Relações exteriores da Ossétia do Sul, Reconhecimento internacional da independência da Abecásia e da Ossétia do Sul | [ 20 ] [ 21 ] [ 32 ] [ 23 ]                      |
| Estado da Palestina                                          | A Organização para a Libertação da Palestina (OLP) declarou o Estado da Palestina em Argel em 1988. Na altura, a OLP não tinha controlo sob qualquer parte do território por si reivindicado. É atualmente reconhecido por 139 Estados-membros da ONU, bem como pela Santa Sé e RASD. Hoje em dia, a OLP executa algumas tarefas administrativas autónomas na maioria dos seus territórios através da Autoridade Nacional Palestina (ANP), estabelecida em 1994 de acordo com os Acordos de paz de Oslo e com o Acordo Interino Israelo-Palestino. A OLP participa nas Nações Unidas como entidade não estatal com estatuto de observador e é designada por "Palestina". O Estado da Palestina é membro da Liga Árabe, da Organização da Conferência Islâmica e da UNESCO. | Israel não reconhece o Estado da Palestina e atualmente ocupa o seu território, Todos os governos israelitas desde 1992 têm concordado com a criação de um Estado palestino na Cisjordânia e na Faixa de Gaza com trocas territoriais mutualmente acordadas. | Relações exteriores da Autoridade Nacional Palestina                                                                 | [ 52 ] [ 53 ] [ 54 ] [ 55 ] [ 56 ] [ 57 ] [ 58 ] |
| República Árabe Saariana Democrática (RASD; Saara Ocidental) | Quer a República Árabe Saariana Democrática (RASD), quer Marrocos reivindicam soberania sobre o território do Saara Ocidental. A RASD, que declarou a sua independência em 1976, atualmente é membro da União Africana e reconhecida por 46 Estados-membros da ONU e pela Ossétia do Sul. Muitos Estados, contudo, retiraram ou suspenderam o seu reconhecimento, esperando o resultado de um referendo sobre uma eventual auto-determinação, com 57 Estados mantendo laços diplomáticos. O Saara Ocidental não é reconhecido como parte de Marrocos por nenhum Estado, mas algumas apoiam o plano de autonomia marroquino. A "integridade territorial" marroquina é apoiada pela Liga Árabe. A Resolução 24/37 do Conselho de Segurança das Nações Unidas reconhece o direito do povo do Saara Ocidental à auto-determinação e independência, reconhecendo também a Frente Polisário como o representante do povo do Saara Ocidental. O Saara Ocidental está atualmente na lista das Nações Unidas de territórios não autónomos. | Marrocos reivindica o Saara Ocidental como parte do seu território soberano. | Relações exteriores da República Árabe Saariana Democrática                                                          | [ 61 ]                                           |

### Estados-membros da ONU parcialmente não reconhecidos
| Nome                                    | Estatuto | Reivindicações | Informações adicionais                            | Referências                        |
| --------------------------------------- | --- | --- | ------------------------------------------------- | ---------------------------------- |
| República da Arménia                    | A Arménia, independente desde 1991, é atualmente não reconhecida por um Estado-membro da ONU, o Paquistão, já que este apoia o Azerbaijão no conflito do Alto Carabaque. | — | Relações internacionais da Arménia                | [ 62 ] [ 63 ]                      |
| República do Chipre                     | Chipre, independente desde 1960, é atualmente não reconhecido por um Estado-membro da ONU (Turquia) e um não membro (Chipre do Norte), devido à disputa civil que decorre sobre a ilha. | Chipre do Norte reivindica parte da ilha de Chipre | Relações exteriores de Chipre                     | [ 64 ] [ 65 ] [ 66 ] [ 67 ]        |
| República Popular Democrática da Coreia | A Coreia do Norte, independente desde 1948, não é reconhecida por um Estado-membros da ONU: Coreia do Sul. | A Coreia do Sul reivindica ser o único governo legítimo da Coreia. | Relações exteriores da Coreia do Norte            | [ 68 ] [ 69 ] [ 70 ]               |
| República da Coreia                     | A Coreia do Sul, independente desde 1948, não é reconhecida por um Estado-membro da ONU: Coreia do Norte. | A Coreia do Norte reivindica ser o único governo legítimo da Coreia. | Relações exteriores da Coreia do Sul              | [ 71 ] [ 72 ]                      |
| Estado de Israel                        | Israel, independente desde 1948, não é reconhecido por 30 Estados-membros da ONU (ver Conflito israelo-árabe). É reconhecido pela Organização para a Libertação da Palestina (OLP), que foi reconhecida por Israel em 1993 como o único legítimo representante do povo palestino. | A Palestina, representada pela OLP, acordou que em princípio deve ser estabelecido um Estado palestino na Faixa de Gaza e na Cisjordânia, que estão atualmente sob controlo israelita. | Relações exteriores de Israel                     | [ 73 ] [ 74 ] [ 75 ] [ 76 ] [ 77 ] |
| República Popular da China (RPC)        | A República Popular da China (RPC), proclamada em 1949, é o governo da "China" normalmente reconhecido, sendo o outro o da República da China (RdC). A RPC não aceita ter relações diplomáticas com Estados que reconheçam a RdC (12 Estados-membros da ONU e a Santa Sé). A maioria destes Estados não reconhecem oficialmente a RPC como um Estado, contudo alguns estabeleceram relações com a RdC embora afirmando que não tencionam deixar de reconhecer a RPC (Kiribati e Nauru). Alguns Estados que atualmente reconhecem apenas a RPC tentaram o reconhecimento simultâneo e relações diplomáticas quer com a RdC, quer com a RPC no passado (Libéria e Vanuatu). De acordo com a Resolução 2758 do Conselho de Segurança das Nações Unidas, a RPC é o único representante legítimo da China nas Nações Unidas. | A República da China é reconhecida como o único governo legal da China de acordo com a Constituição da República da China.                                                             | Relações exteriores da República Popular da China | [ 83 ]                             |